# Tonpheung
 Tonpheung – dystrykt w Laosie, wchodzący w skład prowincji Bokéo.